# ماریلو
ماریلو بوردون (فرانسوی: Marilou Bourdon‎؛ زادهٔ ۲۰ سپتامبر ۱۹۹۰) یک خواننده فرانسوی‌زبانِ موسیقی پاپ اهل کانادا است.